# Sociedade de Debates da Universidade do Porto
A Sociedade de Debates da Universidade do Porto, também referida como SdDUP, é uma sociedade de debate da Universidade do Porto, cujos membros são provenientes desta instituição. Fundado em 2010, através da fusão da Sociedade de Debates da Faculdade de Direito (criada em 2008) e o Clube de Debates da Faculdade de Economia (criado em 2009). A SdDUP debate de acordo com o modelo parlamentar britânico.
A SdDUP é membro do Conselho Nacional de Debates Universitários e do Conselho Municipal da Juventude do Porto.

## História

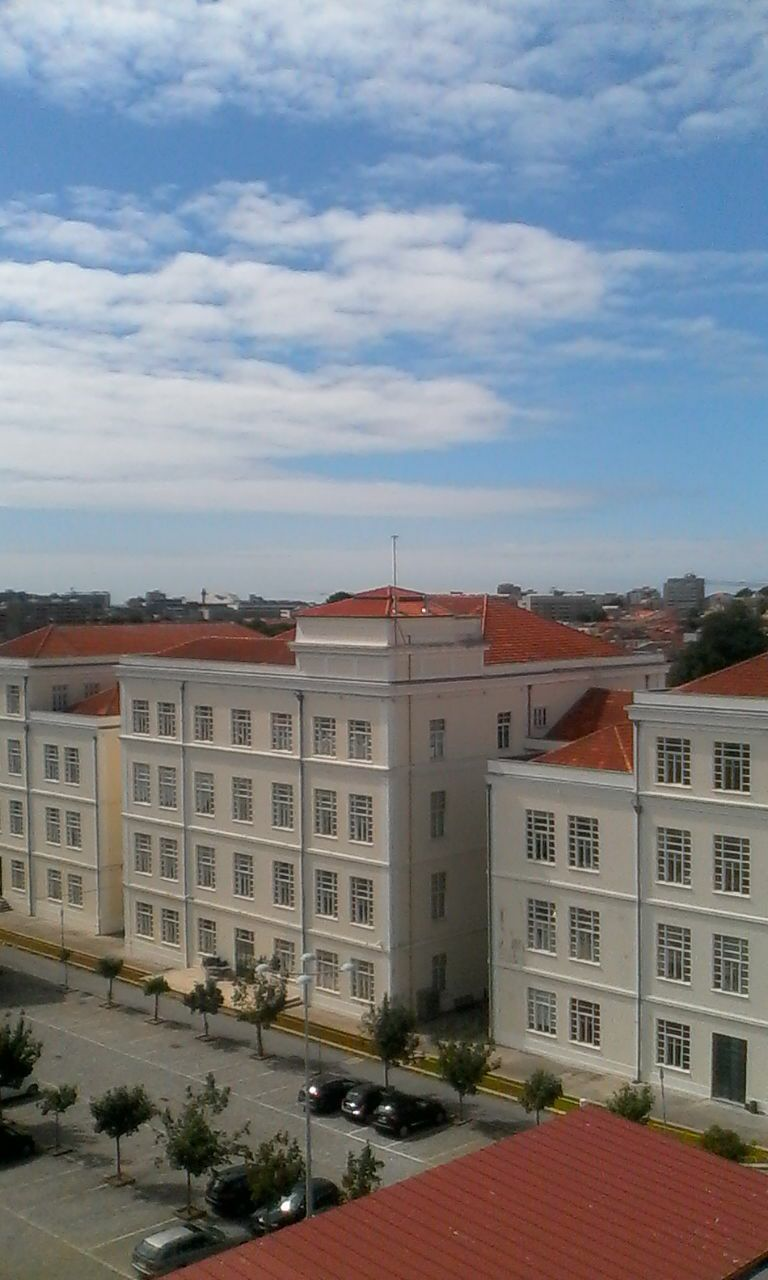
Edifício da Faculdade de Direito da Universidade do Porto.

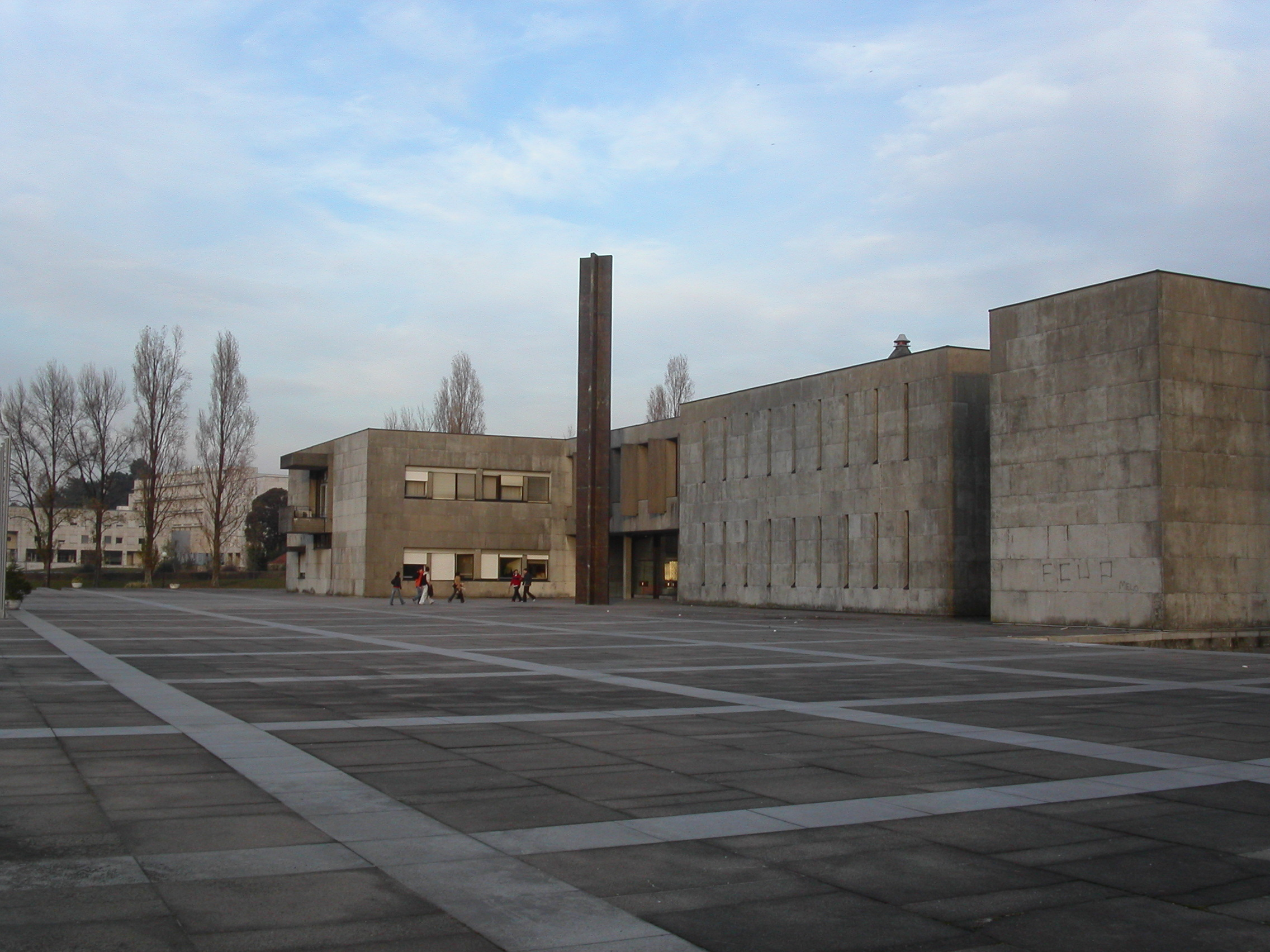
Edifício da Faculdade de Economia da Universidade do Porto.

### Origens
A Sociedade de Debates da Universidade do Porto nasceu resultado da fusão de dois projetos de debates preexistentes na Universidade do Porto: a Sociedade de Debates da Faculdade de Direito e o Clube de Debates da Faculdade de Economia. A primeira, que deu início às suas atividades em abril de 2008, realizou 50 debates nas instalações da sua própria instituição, e uma simulação de uma Assembleia Geral das Nações Unidas, em conjunto com a Amnistia Internacional, e com o apoio da “European Law Studentes Association”, da Iuris FDUP Junior e de sete empresas. A segunda, foi criada em 2009, com 30 debates semanais e um torneio.
A relação entre estas duas sociedades de debate começou em 2009, aprofundando-se em 2010, com a realização de um debate entre as equipas vencedoras de cada torneio, em maio de 2010.
Com a consolidação das duas sociedades, surgiu a primeira apresentação e Debate Inaugural da Sociedade de Debates da Universidade do Porto, a 14 de setembro de 2010, na Faculdade de Direito, e a primeira Assembleia-Geral a 3 de novembro de 2010, na Faculdade de Economia.
Desde a sua formalização que a SdDUP organizou três Torneios Nacionais de Debates Universitários (TORNADUs) e vencendo seis, mais recentemente em 2023, ganhos pela primeira dupla feminina a vencer um TORNADU, constituída por Gabriela Werdan e Ana Cláudia Freitas, para além de participações e vitórias em torneios internacionais. Uma dessas vitórias foi em Berlim, na World Universities Debating Championships, em 2013, protagonizada por Ary Ferreira da Cunha e Tiago Laranjeiro.
Tem também organizado vários torneios, como o Open do Porto, o Torneio Regional do Porto e o Torneio Interno, com a participação das restantes sociedades de debate do Porto.

## Funcionamento interno
Internamente, a SdDUP rege-se pelos seus Estatutos, estando dividido em três órgãos sociais: a Assembleia Geral, a Direção e o Conselho Fiscal.